# Fernando Gomes
Fernando Mendes Soares Gomes (* 22. November 1956 in Porto; † 26. November 2022 ebenda) war ein portugiesischer Fußballspieler.

## Laufbahn

### Vereine
Mit dem FC Porto, wo er als Stürmer spielte und langjähriger Mannschaftskapitän war, wurde er Ende der 1970er (1977/78, 1978/79) und in den 1980er Jahren (1984/85, 1985/86, 1987/88) fünfmal Portugiesischer Fußball-Meister und dreimal (1976/77, 1983/84, 1987/88) Pokalsieger. Am 16. Mai 1977 feierte der junge Mittelstürmer Fernando Gomes im Pokal-Finale mit einem 2:1-Erfolg gegen Sporting Braga seinen ersten Titelgewinn. Den sechsten Meistertitel holte er im Grün-Weißen Trikot von Sporting Lissabon in der Runde 1989/90 im Stadion Jose Alvalade als Mats Magnusson von Benfica Lissabon mit 33 Toren Torschützenkönig wurde. 1983 (36 Tore in 29 Spielen) und 1985 (39 Tore in 30 Spielen) wurde ihm jeweils der Goldene Schuh für den besten europäischen Torschützenkönig verliehen. In Portugal wurde er sechs Mal Torschützenkönig. Der vielseitige und individuell starke Torjäger gehörte auch dem Team des FC Porto in der Saison 1986/87 an, welches den Cup der Landesmeister gegen den FC Bayern München gewann. Im Finale am 27. Mai 1987 in Wien stand er nicht auf dem Platz, es spielten Paulo Futre und Rabah Madjer im Sturm. Als die Blau-Weißen vom Estadio das Antas am 16. Mai 1984 in Basel im Finale des Pokalsiegerwettbewerbes gegen Juventus Turin standen, verloren Gomes und seine Kollegen mit 1:2 Toren. Insgesamt brachte es Gomes von 1974 bis 1991 in 432 Liga-Spielen auf 330 Tore.

### Nationalmannschaft
Für die portugiesische Fußballnationalmannschaft, in der er ebenfalls zum Mannschaftskapitän avancierte, schoss er 13 Tore in 48 Spielen und nahm an der Fußball-Europameisterschaft 1984 in Frankreich und der Fußball-Weltmeisterschaft 1986 in Mexiko teil. Sein Debüt im Nationalteam der Federação Portuguesa de Futebol (FPF) hatte er am 30. April 1975 in Prag bei der 0:5-Niederlage der Rot-Grünen gegen die CSSR im EM-Qualifikationsspiel. Seinen Abschied erlebte er am 16. November 1988 in Porto beim 1:0-Sieg im WM-Qualifikationsspiel gegen Luxemburg. Fernando Gomes war der Torschütze zum 1:0-Sieg. Für die Europameisterschaft 1984 qualifizierte sich Portugal gegen die UdSSR, Polen und Finnland. Das entscheidende Spiel fand am 13. November 1983 in Lissabon gegen die UdSSR vor 75.000 Zuschauern statt. Im Sturm operierte das Paar Rui Jordão und Gomes. Jordão erzielte den Siegtreffer. Bei der Endrunde in Frankreich vom 12. bis 27. Juni 1984 spielten die Portugiesen gegen Deutschland, Spanien und Rumänien. Gemeinsam mit Spanien überstand Portugal die Gruppenphase. Im Halbfinale am 23. Juni in Marseille gegen den Gastgeber Frankreich wurde Gomes in der 64. Spielminute für Diamantino eingewechselt. Das Spiel gewann die Platini-Elf in der Verlängerung mit 3:2 Toren. Gomes hatte bei der EM drei Einsätze zu verzeichnen. Bei der Qualifikation zur Fußballweltmeisterschaft 1986 brachte Portugal mit dem 1:0-Sieg am 16. Oktober 1985 in Stuttgart der deutschen Mannschaft die erste Niederlage bei einer Qualifikation bei. In Mexiko schied Portugal mit Fernando Gomes mit 2:4 Punkten nach den Gruppenspielen gegen England, Polen und Marokko aus dem Turnier aus. Für das Ausscheiden waren aber auch Probleme hinter den Kulissen verantwortlich. Grund war die sogenannte „Saltillo Affaire“, an der Nationalspieler und FPF-Funktionäre gleichermaßen beteiligt waren. Es ging dabei um Geld. Elf „Rädelsführer“ wurden nach dem Ausscheiden (1:3 gegen Marokko) suspendiert, worauf der Rest des WM-Kaders aus Solidarität seinen Rückzug aus der Nationalmannschaft verkündete und Portugal plötzlich vor einem Scherbenhaufen stand. Gomes schoss in der Nationalmannschaft zwischen 1975 und 1988 in 47 Länder-Spielen 13 Tore.

### Tod
Im Oktober 2019 wurde bei Gomes Bauchspeicheldrüsenkrebs diagnostiziert; eine Krankheit, an der er drei Jahre später, im November 2022, starb.

## Erfolge/Titel
Mit dem Verein
- Europapokal der Landesmeister: 1986/87
- UEFA Super Cup: 1987
- Weltpokal: 1987
- Portugiesische Meisterschaft (5): 1977/78, 1978/79, 1984/85, 1985/86, 1987/88
- Portugiesischer Pokal (3): 1976/77, 1983/84, 1987/88
- Portugiesischer Supercup (4): 1981, 1983, 1984, 1986
- Europapokal der Pokalsieger (Finalist): 1983/84

Auszeichnungen
- Goldener Schuh (2): 1983, 1985
- Portugals Fußballer des Jahres: 1983
- Torschützenkönig der portugiesischen Liga (6): 1977, 1978, 1979, 1983, 1984, 1985

## Besonderheit
Fernando Gomes ist das Vorbild des portugiesischen Nationalspielers Nuno Gomes, der den Nachnamen Gomes als Künstlernamen übernommen hat.